# القمة العربية 2003 (شرم الشيخ)
القمة العربية 2003 عقدت في غرة مارس/آذار 2003م في شرم الشيخ بمصر وسط ظروف بالغة السوء إذ كان قد بدأ غزو العراق من قبل القوات الأميركية والبريطانية. وشدد البيان الختامي على ضرورة احترام سيادة شعب العراق على أراضيه. وأحدثت المبادرة الإماراتية التي اقترحت تنحي الرئيس العراقي صدام حسين من السلطة ردود فعل مختلفة بين القادة العرب، وكانت سبباً بعد ذلك في أزمة عميقة بين الإمارات والأمين العام للجامعة عمرو موسى.